# Blackstonia imperfoliata
Blackstonia imperfoliata är en gentianaväxtart som först beskrevs av Carl von Linné d.y., och fick sitt nu gällande namn av Gonçalo Antonio da Silva Ferreira Sampaio. Blackstonia imperfoliata ingår i släktet Blackstonia och familjen gentianaväxter. Inga underarter finns listade i Catalogue of Life.